# 크라스노다르 버스 폭탄 테러
크라스노다르 버스 폭탄 테러(러시아어: Взрыв автобуса в Краснодаре)는 1971년 6월 14일 오후 8시 30분에 소련(현재의 러시아) 크라스노다르에서 발생한 폭탄 테러 사건이다. 이 테러 사건으로 인해 10명이 사망하고 최소 20명에서 최대 90명이 부상을 당했다.

## 사건 전개 과정
표트르 쿠지미치 볼린스키(러시아어: Пётр Кузьмич Волынский)는 오전 8시 20분경에 버스에 승차하면서 휘발유 탱크 근처에 배낭 모양의 폭탄과 폭약을 두었다. 볼린스키는 질병을 호소하면서 버스 정류장에서 하차했다.
볼린스키가 승차했던 버스는 오후 8시 30분경에 투르게네프 가로 가던 도중에 폭발했다. 폭탄에는 금속으로 만든 공, 못, 베어링이 가득 담겨 있었는데 가스 탱크와의 충돌로 인해 불이 붙었다. 이 폭발로 인해 버스 승객 5명이 사망했고 나머지 5명은 병원에서 사망했다. 또한 일부 승객들은 화상과 중상을 입었다.
소련 국가보안위원회(KGB)는 폭탄 테러 사건이 일어난 지 2일 만에 볼린스키를 체포했다. 볼린스키의 아파트에서는 가스 실린더, 상자, 베어링, 니크롬 선이 발견되었다. 조사관들은 볼린스키가 폭탄 제조에 신경을 썼으며 40 루블을 폭탄 제조 비용으로 사용했다고 밝혔다. 볼린스키는 심문 과정에서 자신이 인간혐오 증상을 갖고 있다고 밝혔다.